# Вэй Цююэ
Вэй Цююэ (кит. 魏秋月, англ. Wei Qiuyue; род. 26 сентября 1988, Тяньцзинь, Китай) — китайская волейболистка. Связующая. Олимпийская чемпионка 2016.

## Биография
Волейболом Вэй Цююэ начала заниматься в 5-летнем возрасте в спортивной школе Тяньцзиня. В 2000 была принята в молодёжную команду ВК «Тяньцзин», а через 3 года включена в основной состав команды «Тяньцзинь Бриджстоун», с которой за время игровой карьеры (2003—2017, с перерывом в 2013—2014) 9 раз становилась чемпионкой Китая и четырежды — чемпионкой Азии среди клубов.
В 2007 Вэй Цююэ дебютировала в национальной сборной Китая, заменив в ней травмированную выдающуюся связующую Фэн Кунь, после окончания игровой карьеры которой (в 2009) заняла место основной связки национальной команды. С 2008—2012 Вэй Цююэ была капитаном сборной, за время выступления в которой (до 2016) приняла участие в трёх Олимпиадах (2008, 2012, 2016), двух чемпионатах мира (2010, 2014), двух розыгрышах Кубка мира (2011 и 2015), становилась чемпионкой Азии, победителем Азиатских игр, победителем розыгрыша Кубка Азии (дважды). После победы на Олимпийских играх 2016 года в Рио-де-Жанейро покинула сборную, а в следующем году завершила игровую карьеру.

### Клубная карьера
- 2003—2013 —  «Тяньцзинь Бриджстоун»/«Тяньцзинь Бохай Бэнк» (Тяньцзинь);
- 2013—2014 —  «Игтисадчи» (Баку);
- 2014—2017 —  «Тяньцзинь Бохай Бэнк» (Тяньцзинь).

## Достижения

### С клубами
- 9-кратная чемпионка Китая — 2004, 2005, 2007—2011, 2013 2016;
  - серебряный (2006) и двукратный бронзовый (2012, 2017) призёр чемпионатов Китая.
- 4-кратная чемпионка Азии среди клубных команд — 2005, 2006, 2008, 2012;
  - двукратный серебряный призёр клубных чемпионатов Азии — 2009, 2011.
- бронзовый призёр чемпионата Азербайджана 2014.

### Со сборными Китая
- Олимпийская чемпионка 2016;
  - бронзовый призёр Олимпийских игр 2008.
- серебряный призёр чемпионата мира 2014.
- победитель розыгрыша Кубка мира 2015.
  - бронзовый призёр Кубка мира 2011.
- серебряный призёр Гран-при 2007.
- чемпионка Азиатских игр 2010.
- чемпионка Азии 2011;
  - двукратный серебряный призёр чемпионатов Азии — 2007, 2009.
- двукратный победитель розыгрышей Кубка Азии — 2008, 2010;
  - серебряный призёр Кубка Азии 2012.
- чемпионка Восточноазиатских игр 2009.
- бронзовый призёр молодёжного чемпионата мира 2005.
- чемпионка мира среди девушек 2003.

### Индивидуальные
- 2005: лучшая связующая молодёжного чемпионата мира.
- 2007: MVP чемпионата Китая.
- 2007: лучшая связующая Гран-при.
- 2008: MVP Кубка Азии.
- 2010: лучшая связующая чемпионата мира.
- 2011: MVP чемпионата Китая.
- 2011: лучшая связующая чемпионата Азии.
- 2014: лучшая связующая чемпионата Китая.